# Babacar M'Baye Gueye
Pour les articles homonymes, voir Babacar Gueye, Mbaye et Gueye.
Babacar M'Baye Gueye est un footballeur international sénégalais né le 2 mars 1986 à Dakar ayant évolué au poste d'attaquant.

## Statistiques
- 103 matchs en L1 (13 buts)
- 59 matchs en L2 (22 buts)
- 57 matchs en 2.Bundesliga (4 buts)
- 27 matchs en CSL (23buts)

Dernière mise à jour : 22 mai 2012
À l'issue de la saison 2006-2007 il finit 3e meilleur buteur de Ligue 2 avec 17 réalisations. Babacar a reçu le trophée du joueur du mois UNFP de novembre 2006 en Ligue 2 par l'UNFP, Canal+ et L'Équipe. Il sera récompensé l'année suivante de tous ses efforts accomplis au cours de la saison. En effet, Babacar sera élu en tant qu'un des attaquants de l'équipe type de Ligue 2 par ses pairs.
À l'issue de la saison 2011-2012 en Chinese Super League il est sacré meilleur buteur du championnat avec 23 buts.

## Palmarès
- 2006-2007 : champion de France de Ligue 2 avec le FC Metz

### Récompenses individuelles
- Joueur du mois UNFP de Ligue 2 en novembre 2006
- 2012 : meilleur buteur du championnat en Chine de 2e division avec le Shenzhen Ruby avec 23 buts

## Vie privée
Il est le cousin de Talla Momar Faye. 